# 大澤健
大澤 健（おおさわ　たけし、1966年〈昭和41年〉 - ）は、日本の経済学者。和歌山大学経済学部教授。専門はマルクス経済学。

## 人物
1966年岩手県生まれ。東北大学大学院修了。博士（経済学）。労働価値論と「経済学」体系の独自性や、和歌山県の地域産業についての研究、これからの観光のあり方や振興方法を研究している。

## 著書

### 単著
- 『観光革命－体験型・まちづくり・着地型の視点－』（角川学芸出版、2010年）